# 29è Festival Internacional de Cinema de Canes
El 29è Festival Internacional de Cinema de Canes es va dur a terme del 9 al 23 de maig de 1976. La Palma d'Or fou atorgada a Taxi Driver de Martin Scorsese. En 1976 es va introduir una nova secció no competitiva, "L'Air du temps", enfocada a subjectes contemporanis. Aquesta secció, juntament amb la de l'any anterior "Les Yeux fertiles" i la de l'any següent "Le Passé composé" s'integraran en Un Certain Regard en 1978.
El festival va obrir amb el documental That's Entertainment, Part II, dirigit per Gene Kelly, i va tancar amb Family Plot, d'Alfred Hitchcock.

## Jurat
Les següents persones foren nomenades per formar part del jurat en l'edició de 1976:
Pel·lícules
- Tennessee Williams (EUA) President
- Jean Carzou (França) (artista)
- Mario Cecchi Gori (Itàlia)
- Costa Gavras (França)
- András Kovács (Hongria)
- Lorenzo López Sancho (Espanya) (periodista)
- Charlotte Rampling (UK)
- Georges Schehadé (Líban) (autor)
- Mario Vargas Llosa (Perú)

## Selecció oficial

### En competició – pel·lícules
Les següents pel·lícules competiren per la Palma d'Or:
- Babatu de Jean Rouch
- Brutti, sporchi e cattivi d'Ettore Scola
- Bugsy Malone d'Alan Parker
- Un enfant dans la foule de Gérard Blain
- La griffe et la dent de François Bel
- Cría cuervos de Carlos Saura
- L'eredità Ferramonti de Mauro Bolognini
- Im Lauf der Zeit de Wim Wenders
- Actas de Marusia de Miguel Littín
- Die Marquise von O... d'Éric Rohmer
- Monsieur Klein de Joseph Losey
- Déryné hol van? de Gyula Maár
- Next Stop, Greenwich Village de Paul Mazursky
- Nishaant de Shyam Benegal
- Pascual Duarte de Ricardo Franco
- Vizi privati, pubbliche virtù de Miklós Jancsó
- Schatten der Engel de Daniel Schmid
- Sweet Revenge (Dandy, the All American Girl) de Jerry Schatzberg
- Taxi Driver de Martin Scorsese
- El quimèric inquilí de Roman Polanski

### Pel·lícules fora de competició
Les següents pel·lícules foren seleccionades per ser projectades fora de competició:
- Novecento de Bernardo Bertolucci
- L'amour blessé de Jean Pierre Lefebvre
- Anna de Alberto Grifi, Massimo Sarchielli
- Ascension d'Olivier Dassault
- Bobby de Marty Ollstein
- The California Reich de Walter F. Parkes, Keith F. Critchlow
- A Delicate Balance de Tony Richardson
- Edvard Munch de Peter Watkins
- Les enfants des autres de Martin Pierlot
- Ansikte mot ansikte de Ingmar Bergman
- Family Plot d'Alfred Hitchcock
- Grey Gardens de David Maysles, Albert Maysles, Ellen Hovde, Muffie Meyer
- Hedda de Trevor Nunn
- Hollywood... Hollywood! de Gene Kelly
- The Iceman Cometh de John Frankenheimer
- Cadaveri eccelenti de Francesco Rosi
- Labirintus de András Kovács
- The Memory of Justice de Marcel Ophüls
- Appunti per un'Orestiade Africana de Pier Paolo Pasolini
- Orlando furioso de Luca Ronconi
- La Pharmacie-Shangaï de Joris Ivens, Marceline Loridan
- Le pont de singe d'André Harris, Alain De Sedouy
- Sartre par lui-même d'Alexandre Astruc, Michel Contat
- Sommergäste de Peter Stein
- Train Landscape de Jules Engel

### Curtmetratges en competició
Els següents curtmetratges competien per Palma d'Or al millor curtmetratge:
- Agulana de Gérald Frydman
- Babfilm d'Ottó Foky
- Hidalgo d'Ion Truica
- High Fidelity d'Antoinette Starkiewicz
- Metamorphosis de Barry Greenwald
- Nightlife de Robin Lehman
- Perfo de Jean Paul Cambron
- Rodin mis en vie dAlfred Brandler
- La Rosette arrosée de Paul Doppf
- La Syncope d'Édouard Niermans

## Seccions paral·leles

### Setmana Internacional dels Crítics
Els següents llargmetratges van ser seleccionats per ser projectats per a la quinzena Setmana de la Crítica (15e Semaine de la Critique):
- Une Fille unique de Philippe Nahou (França)
- Der Gehulfe de Thomas Koerfer (Suissa)
- Harvest : Three Thousand Years de Haïlé Gerima (Etiòpia)
- Iracema de Jorge Bodansky, Orlando Senna (Brasil, FRA, França)
- Mélodrame de Jean-Louis Jorge (França)
- Le Temps de l'avant d'Anne-Claire Poirier (Canadà)
- Tracks de Henry Jaglom (EUA)

### Quinzena dels directors
Les següents pel·lícules foren exhibides en la Quinzena dels directors de 1976 (Quinzaine des Réalizateurs):
- Seljačka buna 1573 de Vatroslav Mimica (Iugoslàvia)
- La Batalla de Chile: El golpe de estado de Patricio Guzman (Xile, Cuba)
- Behindert de Stephen Dwoskin (RFA, Gran Bretanya)
- Le berceau de cristal de Philippe Garrel (França)
- O Casamento d'Arnaldo Jabor (Brasil)
- The Devil's Playground de Fred Schepisi (Austràlia)
- Le diable au cœur de Bernard Queysanne (França)
- Duelle de Jacques Rivette (França)
- L'Eau chaude, l'eau frette d'André Forcier (Canadà)
- Cetiri dana do smrti de Miroslav Jokic (Iugoslàvia)
- Giliap de Roy Andersson (Suècia)
- Gitirana (doc.) de Jorge Bodansky, Orlando Senna (RFA, Brasil)
- Goldflocken de Werner Schroeter (RFA, França)
- Hollywood on Trial (doc.) de David Helpern Jr. (Estats Units)
- L'Empire des sens de Nagisa Oshima (França, Japó)
- Les Nomades de Sid Ali Mazif (Algeria)
- Os Demónios de Alcácer Quibir de José Fonseca e Costa (Portugal)
- Son nom de Venise dans Calcutta désert de Marguerite Duras (França)
- Der starke Ferdinand d'Alexander Kluge (RFA)
- La tête de Normande St-Onge de Gilles Carle (Canadà)
- We har manje namn (doc.) de Mai Zetterling (Suècia)

Curtmetratges
- L'enfant prisonnier de Jean-Michel Carré (França)
- Meikyū-tan de Shuji Terayama (Japó)
- Leonina de Jean-Paul Courraud (França)
- Les Stars de Serge Lutens (França)
- Pierre Molinier - 7 Rue Des Faussets de Noël Simsolo (França - Luxemburg)
- Walter de Serge Dubor (França)

## Premis

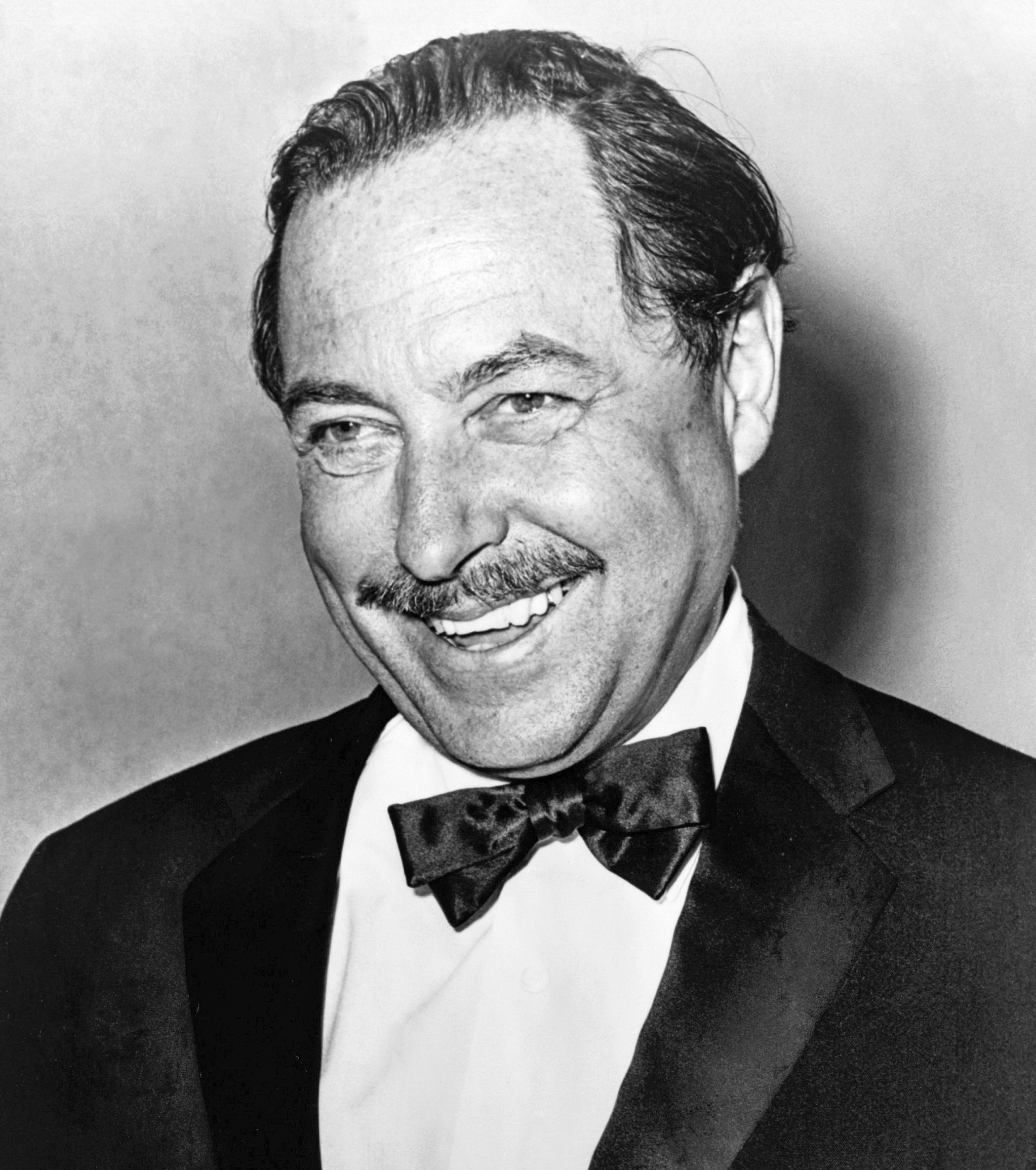
Tennessee Williams, president del jurat

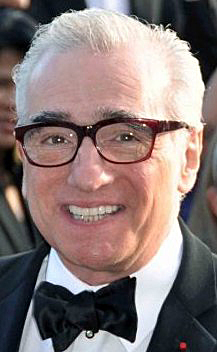
Martin Scorsese, guanyador de la Palma d'Or

### Premis oficials
Els guardonats en les seccions oficials de 1976 foren:
- Palma d'Or: Taxi Driver de Martin Scorsese
- Grand Prix:
  - Cría cuervos de Carlos Saura
  - Die Marquise von O... d'Éric Rohmer
- Millor director: Ettore Scola per Brutti, sporchi e cattivi
- Millor actriu:
  - Dominique Sanda per L'eredità Ferramonti
  - Mari Törőcsik per Déryné hol van?
- Millor actor: José Luis Gómez per Pascual Duarte

Curtmetratges
- Palma d'Or al millor curtmetratge: Metamorphosis de Barry Greenwald
- Premi del jurat: Agulana de Gérald Frydman & Nightlife de Robin Lehman

### Premis independents
FIPRESCI
- Premi FIPRESCI:
  - Im Lauf der Zeit sw Wim Wenders (Unànimement) (En competició)
  - Der starke Ferdinand d'Alexander Kluge

Commission Supérieure Technique
- Gran Premi Tècnic: Michel Fano (so) per La Griffe et la dent